# Danaus chrysippus
A Danaus chrysippus a rovarok (Insecta) osztályának a lepkék (Lepidoptera) rendjébe, ezen belül a tarkalepkefélék (Nymphalidae) családjába és a bűzpillefélék (Danainae) alcsaládjába tartozó faj.

## Előfordulása
A Danaus chrysippus hatalmas előfordulási területtel rendelkezik. Délen a Dél-afrikai Köztársaságtól és nyugaton a Zöld-foki Köztársaságtól kezdve, egész Afrikán, a Földközi-térségen (beleértve az európai részt is) és Ázsia nagy részén keresztül, egészen Indonéziáig sokfelé megtalálható és gyakori. Az Indiai-óceán egyes szigetén is fellelhető, mint például Madagaszkáron és a Seychelle-szigeteken.
A hegységekben, akár 2700 méteres tengerszint fölötti magasságban is fellelhető.

## Alfajai, alakjai
- Danaus chrysippus chrysippus
  - Danaus chrysippus chrysippus f. alcippoides
  - Danaus chrysippus chrysippus f. gelderi
  - Danaus chrysippus chrysippus f. bowringi
- Danaus chrysippus alcippus (Cramer, 1777) - korábban D. c. aegyptius; meglehet, hogy a közeljövőben önálló faji státuszt kap
- Danaus chrysippus orientis (Aurivillius, 1909) - korábban D. c. liboria

## Megjelenése
Közepes méretű lepkefaj; szárnyfesztávolsága 7–8 centiméter. A teste fekete számos fehér ponttal. A szárnyai drappok vagy sárgásak; felül élénkebbek a színek, mint alul. Az elülső szárnyak eleje fekete egy fehér sávval; a hátulsó szárnyakon három-három fekete folt látható. A hátulsó szárnyak hátsó részén fekete szegély van, de ez számos fehér pontot tartalmaz. Az alapszín és a fehér pontok mérete elterjedési helytől függően változik. A nőstény nagyobb a hímnél, azonban a hímnek élénkebbek a színei. A hímnek egyéb megkülönböztető jelei is vannak; például: a feromonokat kibocsátó zacskószerű képződmények, melyek a hátsó szárnyakon ülnek. Ezek fehérek, vastag fekete szegéllyel. Továbbá két kefeszerű szerve, melyet a potroha végéből tud kinyújtani. A hernyó fehér testén sárga és fekete csíkozások vannak; továbbá 6 fekete nyúlványa is van.

## Életmódja
Nappal repül. Az imágó a virágok nektárjával, a hernyó pedig különböző növények (Asclepias, Calotropis, Caralluma burchardii, Ceropegia dichotoma, Cryptolepis dubia, Cynanchum, Gomphocarpus fruticosus, Kanahia laniflora, Leichardtia australis, Leptadenia hastata, Marsdenia leichhardtiana, Metaplexis japonica, Orbea variegata, Oxystelma pulchellum, Pentatropis, Pergularia daemia, Periploca linearifolia, Pleurostelma cernuum, Secamone, Stapelia gigantea, Stathmostelma, Tylophora, Ficus, Ipomoea, Euphorbiaceae, Malvaceae, Poaceae, Rosaceae, és Scrophulariaceae) leveleivel táplálkozik.

## Szaporodása
A himalájai példányokon kívül, az összes többi egész évben szaporodik. A nőstény levelenként csak egy petét rak le, hogy elkerülje a kicsinyei közti versengést. A pete ezüstösen fehér.
Az elterjedési területen a különböző alfajai és a rokon fajok időnként kereszteződnek, így jönnek létre a következő hibridek: Danaus chrysippus × alcippoides, Danaus × transiens, Danaus × klugii, Danaus × albinus és Danaus × semialbinus.

## Képek

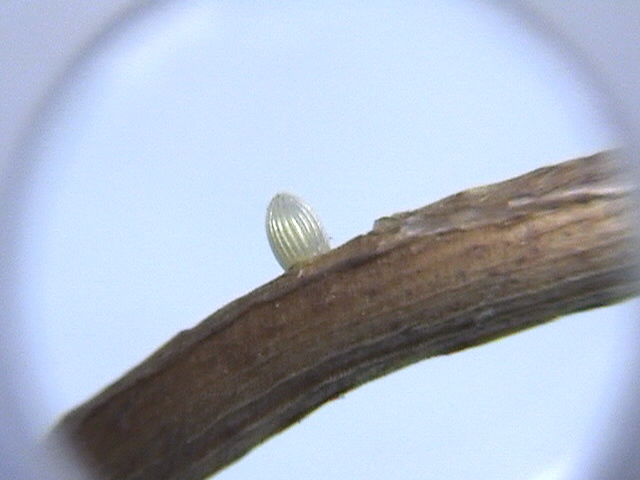
Pete,
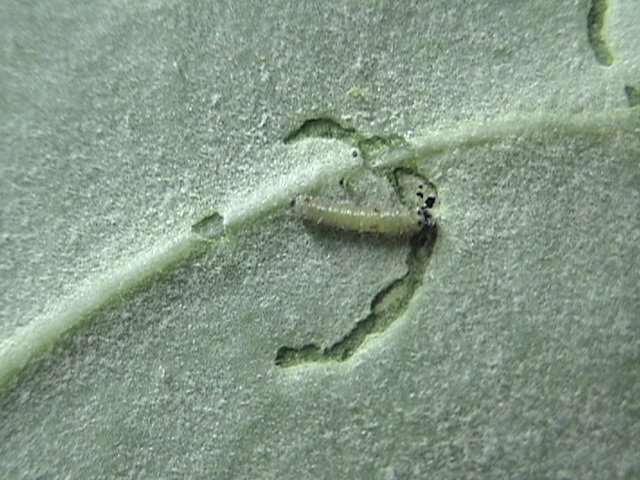
fiatal hernyó és
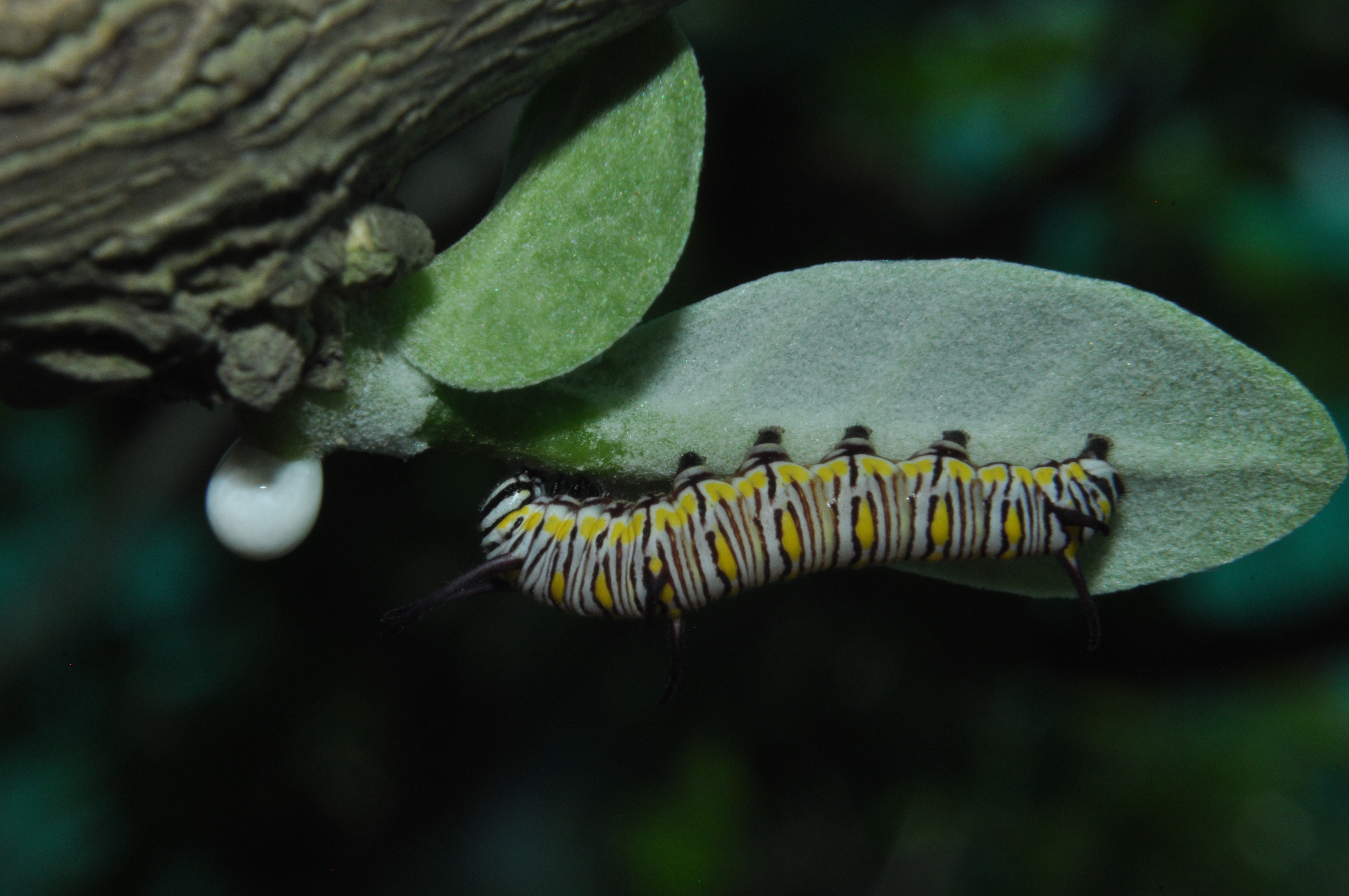
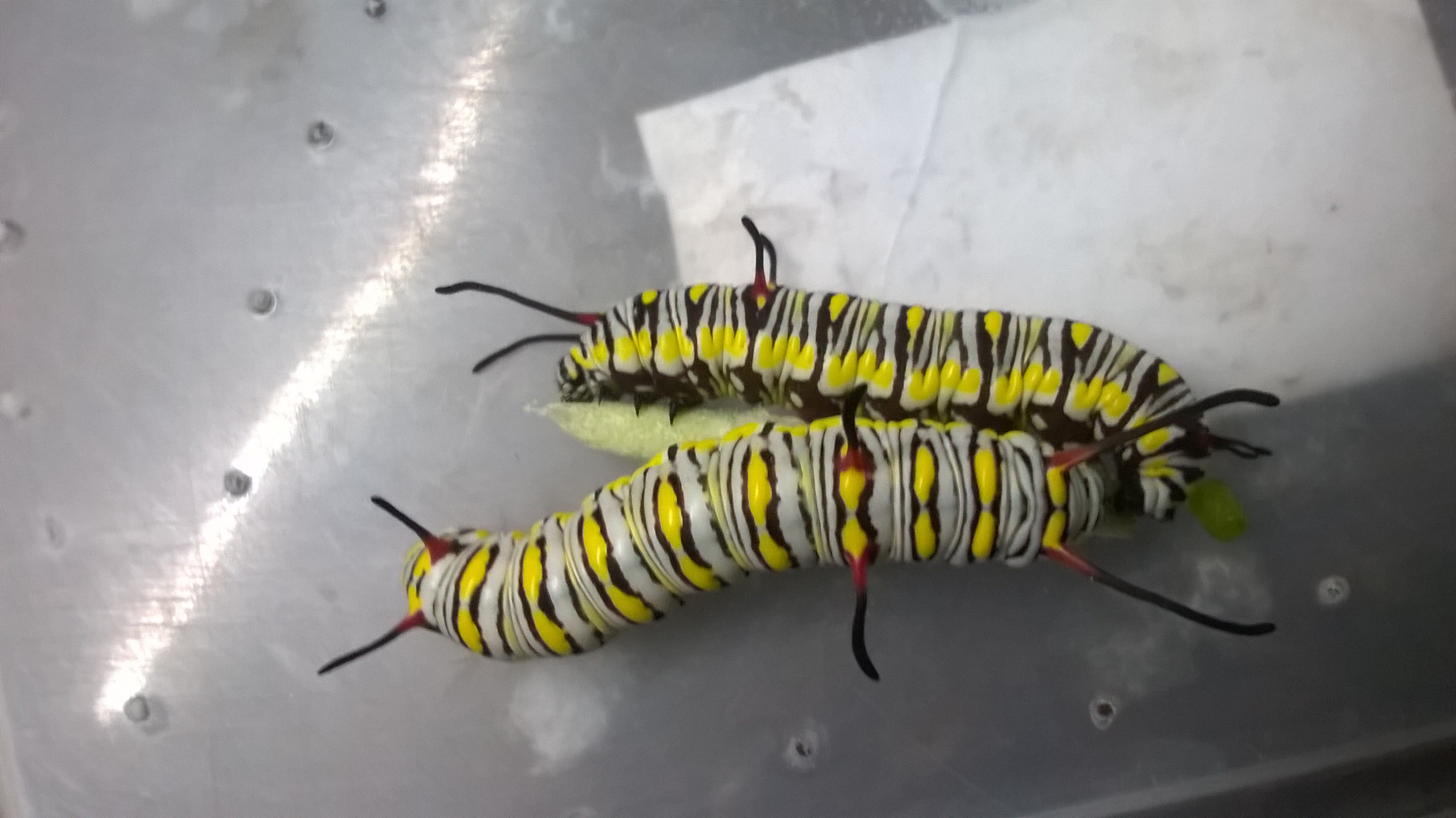
idősebb hernyók
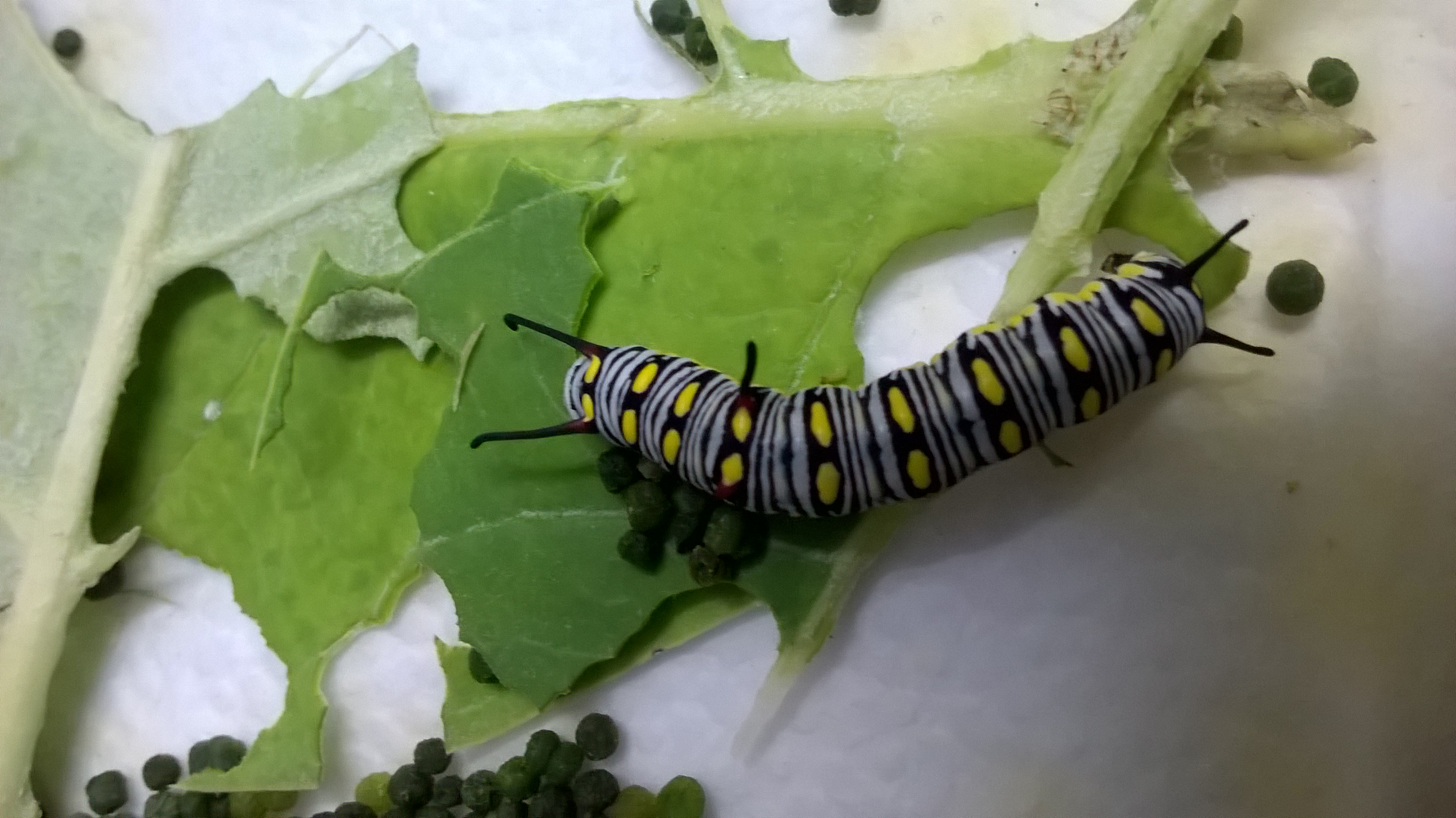
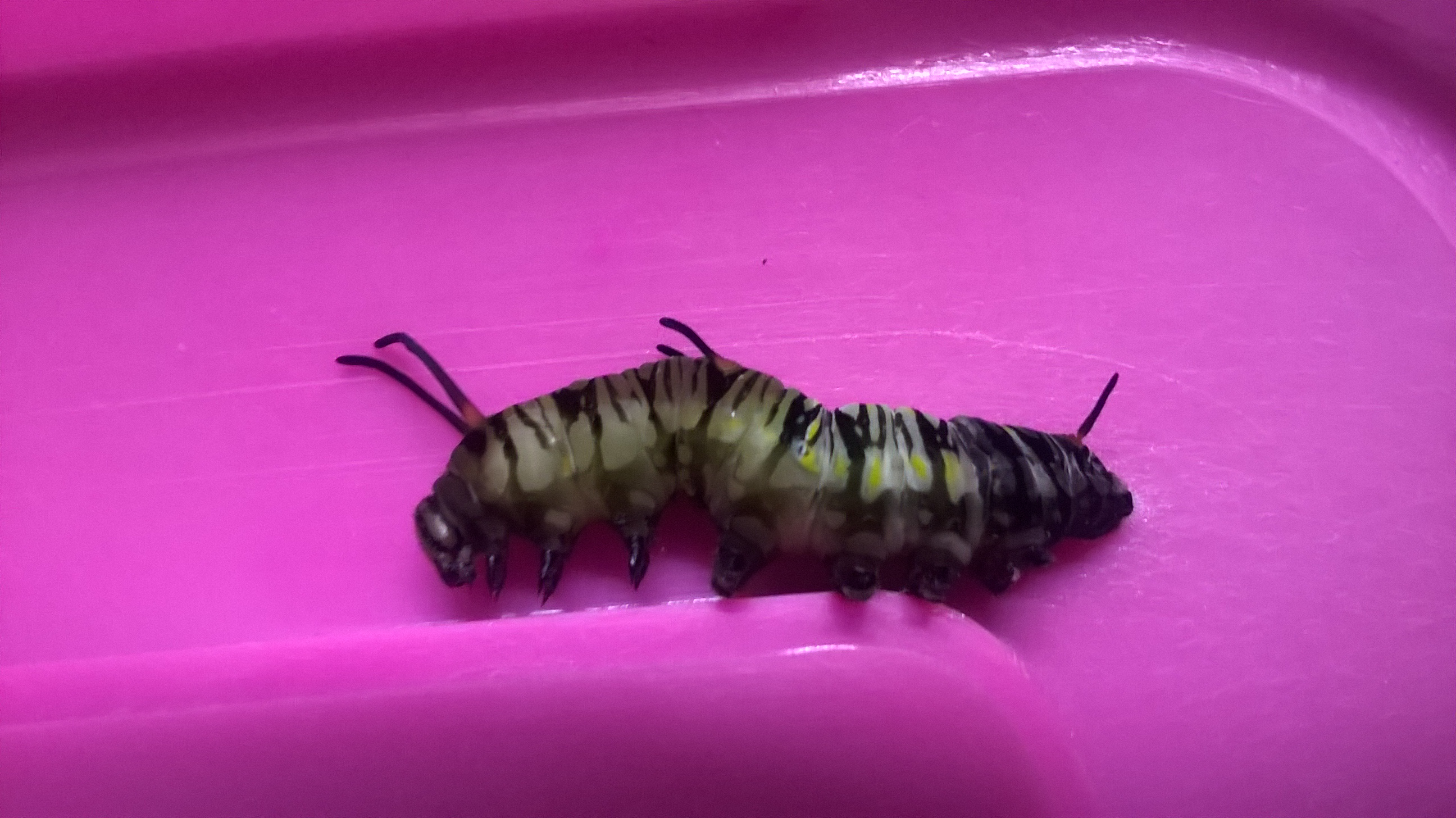
Bebábozódni készül
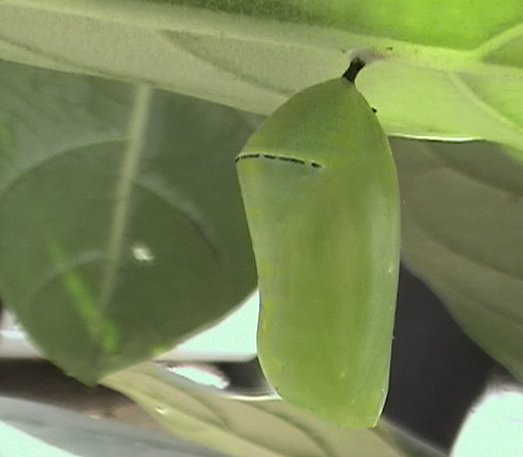
A báb
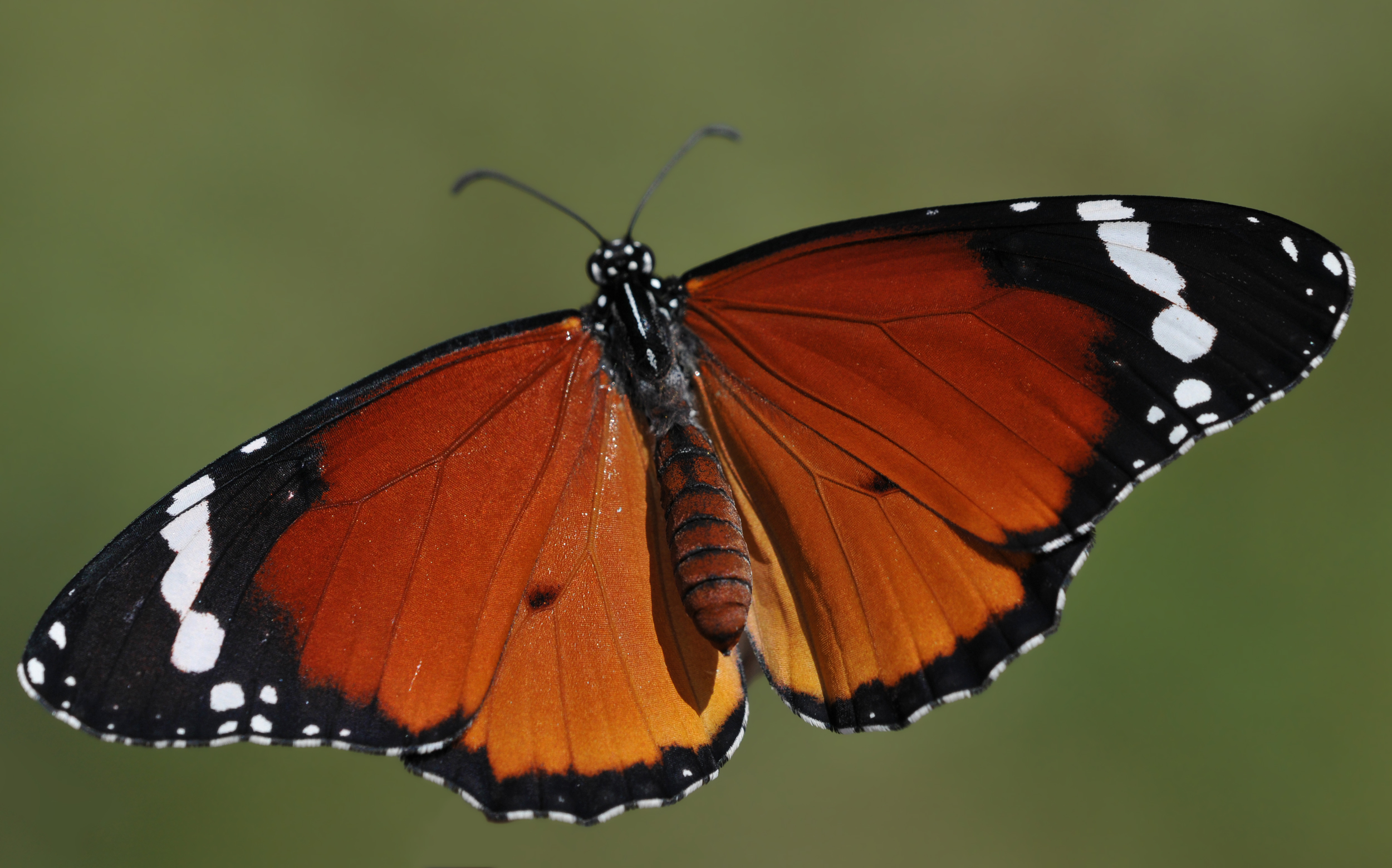
Az imágó

### Fordítás
- Ez a szócikk részben vagy egészben  a   Danaus chrysippus című angol Wikipédia-szócikk ezen változatának fordításán alapul.  Az eredeti cikk szerkesztőit annak laptörténete sorolja fel. Ez a jelzés csupán a megfogalmazás eredetét és a szerzői jogokat jelzi, nem szolgál a cikkben szereplő információk forrásmegjelöléseként.